# Ranking Królów Polski
Artykuł ten został zgłoszony do umieszczenia na stronie głównej w rubryce „Czy wiesz”.
Pomóż nam go sprawdzić: oceń zgłoszoną nominację.
Ranking Królów Polski – plebiscyt ogłoszony w 2025 roku przez Muzeum Historii Polski w Warszawie z okazji 1000. rocznicy koronacji pierwszego polskiego króla, Bolesława Chrobrego. Jego celem było wyłonienie najwybitniejszego spośród koronowanych władców w dziejach państwa polskiego.
Ranking podzielono na dwie części: Ranking Publiczności oraz Ranking Historyków. W pierwszym głosy mogli oddawać wszyscy zainteresowani, za pośrednictwem internetu lub bezpośrednio, poprzez urnę ustawioną w holu siedziby muzeum na warszawskiej Cytadeli. W drugim trzydziestu historyków oceniało monarchów pod kątem czterech kryteriów: polityki wewnętrznej, polityki zagranicznej, wkładu w poszerzenie zakresu wolności poddanych oraz umiejętności sprostania wyzwaniom swoich czasów.
W Rankingu Historyków zwyciężył Kazimierz IV Jagiellończyk, zaś w Rankingu Publiczności Kazimierz III Wielki.

## Opis
Plebiscyt był jednym z elementów obchodów 1000-lecia koronacji pierwszego króla polskiego Bolesława Chrobrego, która miała miejsce w 1025 roku. Uczestnicy plebiscytu wybierać mogli spośród 28 koronowanych polskich władców, od Bolesława Chrobrego po Stanisława Augusta Poniatowskiego. Glosy oddano online, na stronie muzeum, lub stacjonarnie – w jego siedzibie.
Równolegle przeprowadzono Ranking Historyków, w ramach którego badacze dziejów Polski oceniali monarchów pod kątem czterech kryteriów: polityki wewnętrznej, polityki zagranicznej, wkładu w poszerzenie zakresu wolności poddanych oraz umiejętności sprostania wyzwaniom swoich czasów.
Finałowe wyniki ogłoszono 6 lipca 2025 roku podczas wydarzenia „Uczta u Chrobrego”, zorganizowanego na terenie warszawskiej Cytadeli. Plebiscyt cieszył się dużym zainteresowaniem, w głosowaniu powszechnym oddano 25 412 głosów.
Zwycięzcą Rankingu Publiczności został Kazimierz III Wielki, kolejne miejsca zajęli Jadwiga Andegaweńska oraz Bolesław I Chrobry. W Rankingu Historyków pierwsza trójka wyglądała inaczej: Kazimierz IV Jagiellończyk, Władysław II Jagiełło i Zygmunt II August.

## Ranking
| Publiczność | Historycy | Monarcha                     | Portret | Lata panowania        |
| ----------- | --------- | ---------------------------- | ------- | --------------------- |
| 1           | 4         | Kazimierz III Wielki         |         | 1333–1370             |
| 2           | 8         | Jadwiga Andegaweńska         |         | 1384–1399             |
| 3           | 10        | Bolesław I Chrobry           |         | 992–1025 (1025)       |
| 4           | 9         | Jan III Sobieski             |         | 1674–1696             |
| 5           | 6         | Stefan Batory                |         | 1576–1586             |
| 6           | 2         | Władysław II Jagiełło        |         | 1386–1434             |
| 7           | 1         | Kazimierz IV Jagiellończyk   |         | 1447–1492             |
| 8           | 7         | Stanisław August Poniatowski |         | 1764–1795             |
| 9           | 16        | Władysław I Łokietek         |         | 1306–1333 (1320–1333) |
| 10          | 14        | Zygmunt III Waza             |         | 1587–1632             |
| 11          | 5         | Zygmunt I Stary              |         | 1506–1548             |
| 12          | 23        | Anna Jagiellonka             |         | 1575–1586             |
| 13          | 3         | Zygmunt II August            |         | 1548–1572             |
| 14          | 17        | Przemysł II                  |         | 1295–1296             |
| 15          | 18        | Bolesław II Szczodry         |         | 1058–1079 (1076–1079) |
| 16          | 19        | Władysław III Warneńczyk     |         | 1434–1444             |
| 17          | 12        | Władysław IV Waza            |         | 1632–1648             |
| 18          | 27        | Michał Korybut Wiśniowiecki  |         | 1669–1673             |
| 19          | 20        | Wacław II                    |         | 1300–1305             |
| 20          | 22        | Mieszko II Lambert           |         | 1025–1031             |
| 21          | 21        | Jan II Kazimierz Waza        |         | 1648–1668             |
| 22          | 24        | Stanisław I Leszczyński      |         | 1704–1709, 1733       |
| 23          | 26        | August II Mocny              |         | 1697–1706, 1709–1733  |
| 24          | 28        | Henryk I Walezy              |         | 1573–1574             |
| 25          | 25        | August III Sas               |         | 1733–1763             |
| 26          | 13        | Ludwik Węgierski             |         | 1370–1382             |
| 27          | 15        | Jan I Olbracht               |         | 1492–1501             |
| 28          | 11        | Aleksander Jagiellończyk     |         | 1501–1506             |